# HMHS Anglia
Anglia – statek szpitalny biorący udział w I wojnie światowej.
17 listopada 1915 wpłynął na minę postawioną przez SM UC-5 i zatonął.